# Gemeinde Sredez

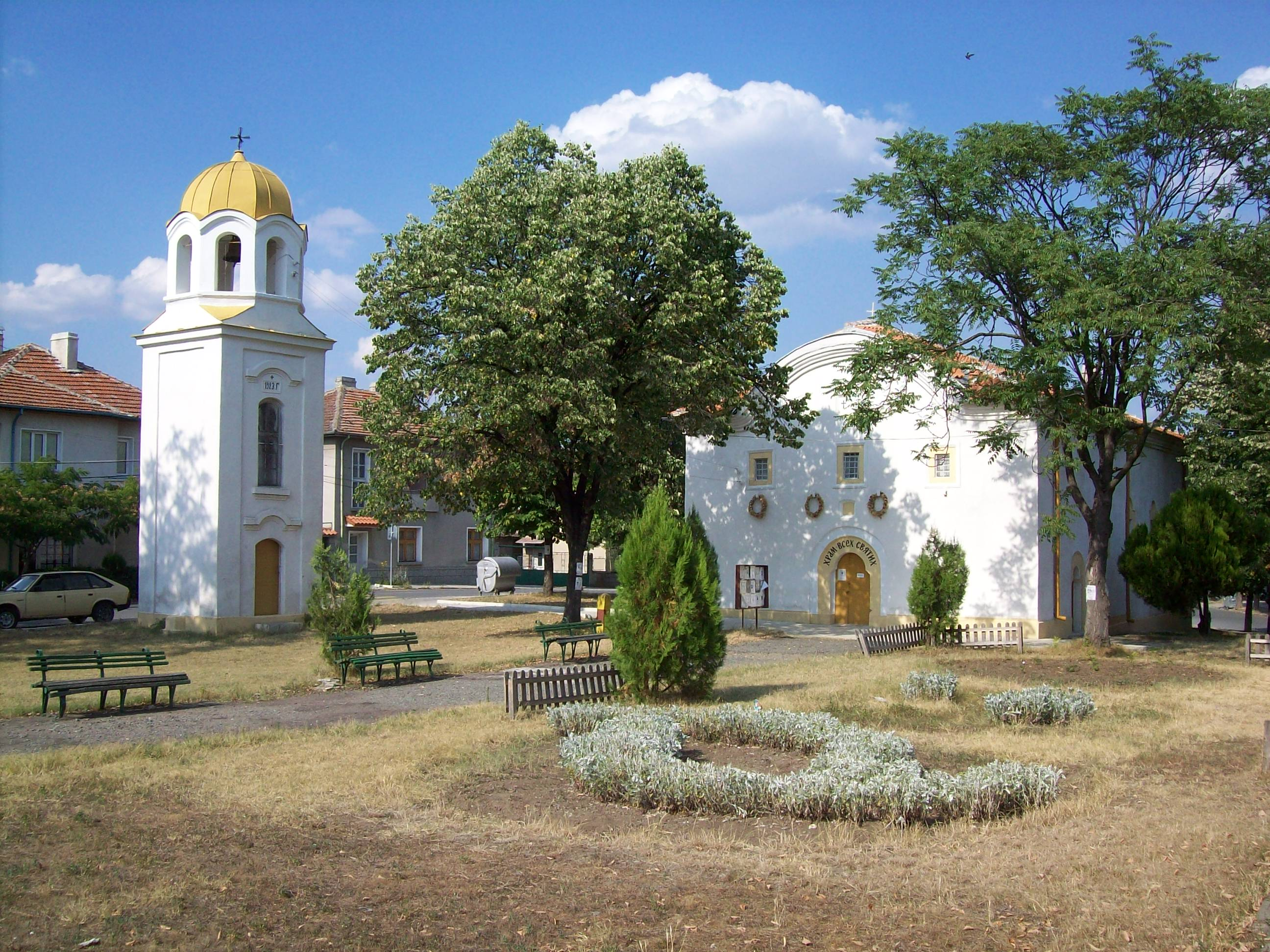
Sredez, Kirche (2008)

Die Gemeinde Sredez (bulgarisch Община Средец) ist eine Gemeinde in der bulgarischen Oblast Burgas. Neben der Kleinstadt Sredez umfasst sie 31 weitere Ortschaften mit insgesamt 16.245 Einwohnern (15. März 2009).
Ortschaften in der Gemeinde Sredez (Städte fett):
- Belewren (Белеврен)
- Belila (Белила)
- Bistrez (Бистрец)
- Bogdanowo (Богданово)
- Debelt (Дебелт)
- Djulewo (Дюлево)
- Dolno Jabalkowo (Долно Ябълково)
- Draka (Драка)
- Dratschewo (Драчево)
- Fakija (Факия)
- Goljamo Bukowo (Голямо Буково)
- Gorno Jabalkowo (Горно Ябълково)
- Granitez (Гранитец)
- Granitschar (Граничар)
- Kirowo (Кирово)
- Kubadin (Кубадин)
- Malina (Малина)
- Momina zarkwa (Момина църква)
- Orlinzi (Орлинци)
- Pantschewo (Пънчево)
- Prochod (Проход)
- Radojnowo (Радойново)
- Rossenowo (Росеново)
- Sagorzi (Загорци)
- Sinjo kamene (Синьо камене)
- Sliwowo (Сливово)
- Sorniza (Зорница)
- Sredez (Средец)
- Suchodol (Burgas) (Суходол)
- Swetlina (Светлина)
- Waltschanowo (Вълчаново)
- Warownik (Варовник)